# Oberschule (Brandenburg)

Bundesländer mit teilintegrativen Gesamtschulen (ohne gymnasialen Zweig)

Die Brandenburger Oberschule ist seit 2005 ein der Regionalschule ähnlicher deutscher Schultyp. Sie ist eine integrierte Gesamtschule ohne gymnasiale Oberstufe und umfasst die Klassenstufen 7 bis 10.

## Geschichte
Die Bezeichnung knüpft an den Begriff der Polytechnischen Oberschule (POS) in der DDR an.
Bis zum Jahr 2005 wurden in Brandenburg alle Realschulen sowie Gesamtschulen ohne gymnasiale Oberstufe in Oberschulen umgewandelt. Den Schultyp der Hauptschule gab es in Brandenburg auch schon vorher nicht.

## Struktur
Unterrichtsorganisatorisch wird zwischen kooperativen, integrativen und kooperativ-integrativen Schulen unterschieden.

## Abschlüsse
Als Abschluss kann, je nach Notenschnitt und weiteren Kriterien, die erweiterte Berufsbildungsreife, die Fachoberschulreife sowie die Fachoberschulreife mit der Berechtigung zum Besuch der gymnasialen Oberstufe erworben werden.

## Oberschule als Schulrichtung
Es ist auch von vielen Bildungsexperten der Wunsch, die Oberschulen als Gefüge von Hauptschule und Realschule einzurichten, damit nur noch zwei Bildungsrichtungen bestehen, die das dreigliedrige Schulsystem ersetzen sollen.